# 圖思義
覺羅圖思義，爱新觉罗氏，滿洲鑲藍旗人，清朝政府官員，他於1777年擔任巡視台灣監察御史，該官職滿漢人各一，而滿人的他與孟邵為同任御史。